# 関水康司
関水 康司（せきみず こうじ、1952年12月3日 - ）は、 日本の国家公務員（運輸省）、国際公務員（国際海事機関（IMO））。同機構の第8代事務局長を歴任した。

## 経歴
1952年12月3日、神奈川県横浜市出身。
1975年3月に大阪大学工学部造船工学科卒業、同年4月に大阪大学大学院工学研究科に進んだ後、1977年3月に修了して工学修士を取得。大学院修了と共に運輸省入省。
運輸省時代は長崎運輸支局を皮切りに本省の海上技術安全局安全企画室、大臣官房海洋環境課、海上技術安全局安全基準課に勤務し、主に海洋安全や海洋環境の業務を中心に歩むと共に途中で日本造船研究協会（現：日本船舶技術研究協会）及び外務省経済局経済協力2課への出向も経験している。運輸省時代には国際海事機関関連国際会議に日本代表者として出席を経験している。
1989年に運輸省から国際海事機関事務局へ職員として派遣され、海上安全部技術課長を皮切りに海洋環境部長、海洋安全部長などを歴任した。
2011年6月28日、IMO理事会にて執行された第8代国際海事機関事務局長選挙に当選した。
2012年1月1日、日本人として初となる国際海事機関事務局長に就任した。